# Casa di Carlo Goldoni
El museo Casa di Carlo Goldoni es un museo de Venecia, que pertenece a la Fundación de los Museos Cívicos de Venecia. Está ubicado en palacio Centani, en el número 2793 del distrito de San Polo.

## Historia
En 1914, un comité ciudadano adquirió el palacio y lo donó a la ciudad en 1931. A partir de 1953, albergó el instituto de estudios teatrales nombrado en honor a Carlo Goldoni, del cual había sido una de las residencias venecianas.
En 1990 se completó una primera fase de trabajos de restauración, con la adecuación estructural, la creación de una nueva escalera y un ascensor para discapacitados. En el 1999, se reorganizaron los espacios expositivos, incluida la biblioteca del segundo piso del edificio. 
El museo Casa di Goldoni e Biblioteca di Studi Teatrali está ubicado en el primer piso y ocupa tres salas. Ello es una colección de recuerdos, muebles, pinturas, ilustraciones de las comedias de Goldoni y paneles explicativos, que describen la vida y obra de Goldoni y el contexto de la Venecia del siglo XVIII.
Una sala presenta una reconstrucción del teatro Grimani ai Servi, utilizando una treintena de títeres del siglo XVIII.

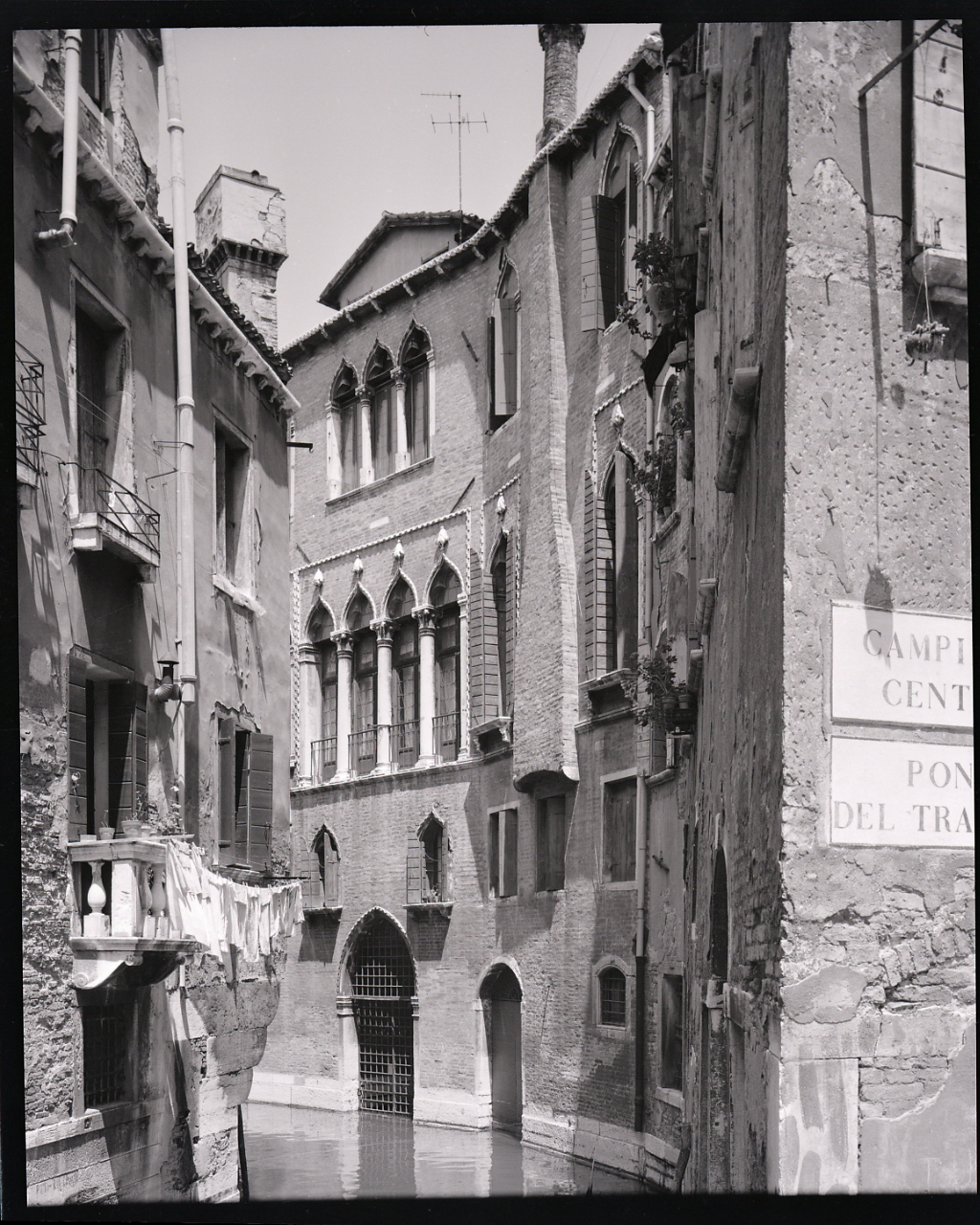
El edificio (foto de Paolo Monti, 1967)
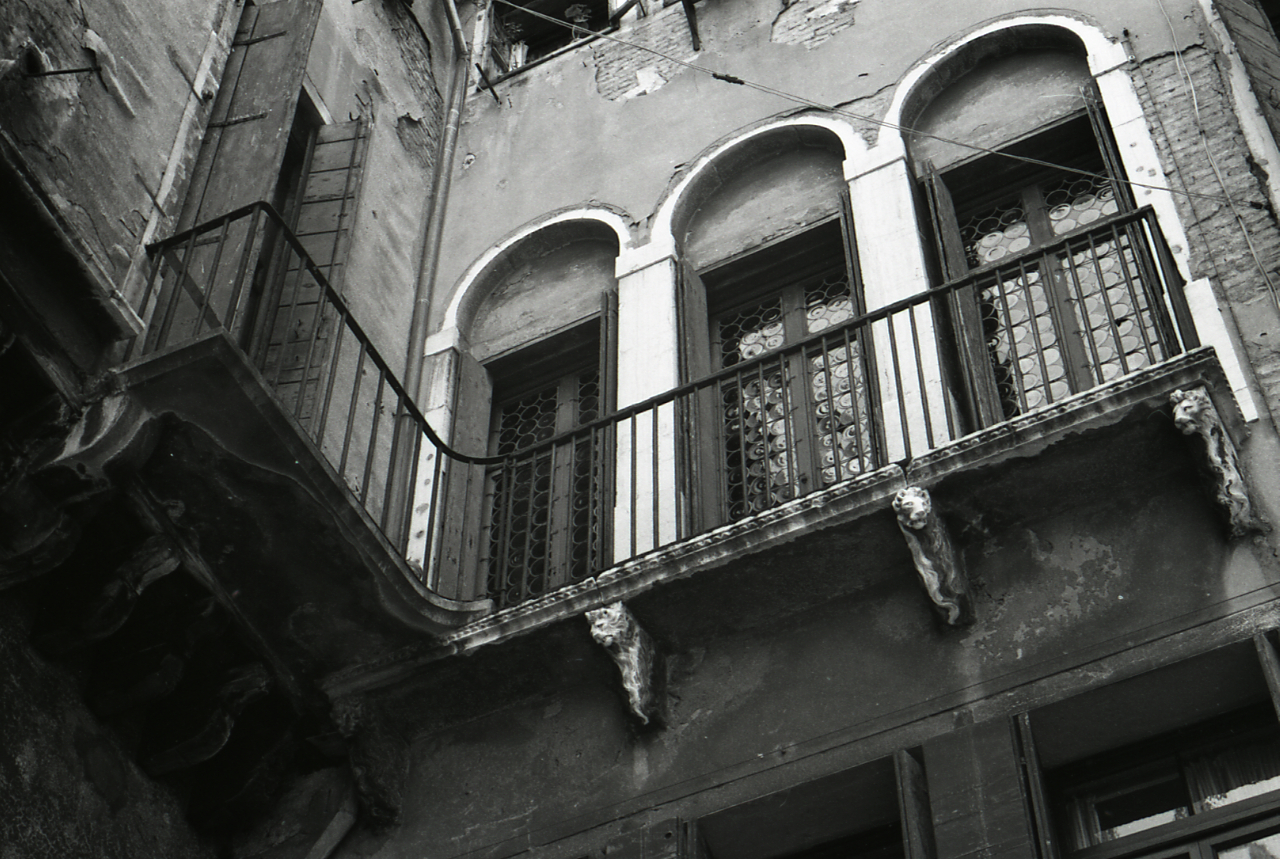
El patio (foto de Paolo Monti, 1967)
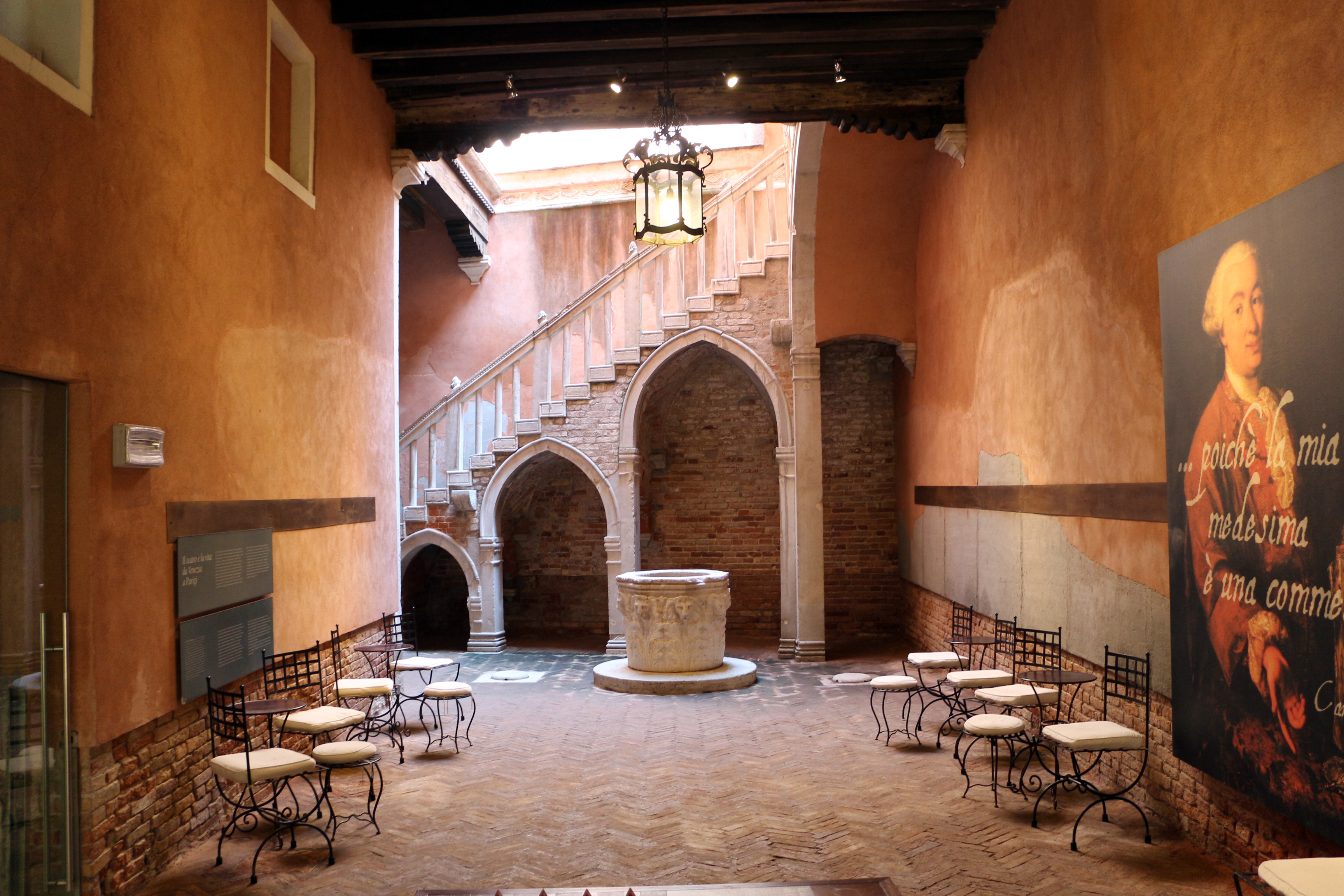
El patio
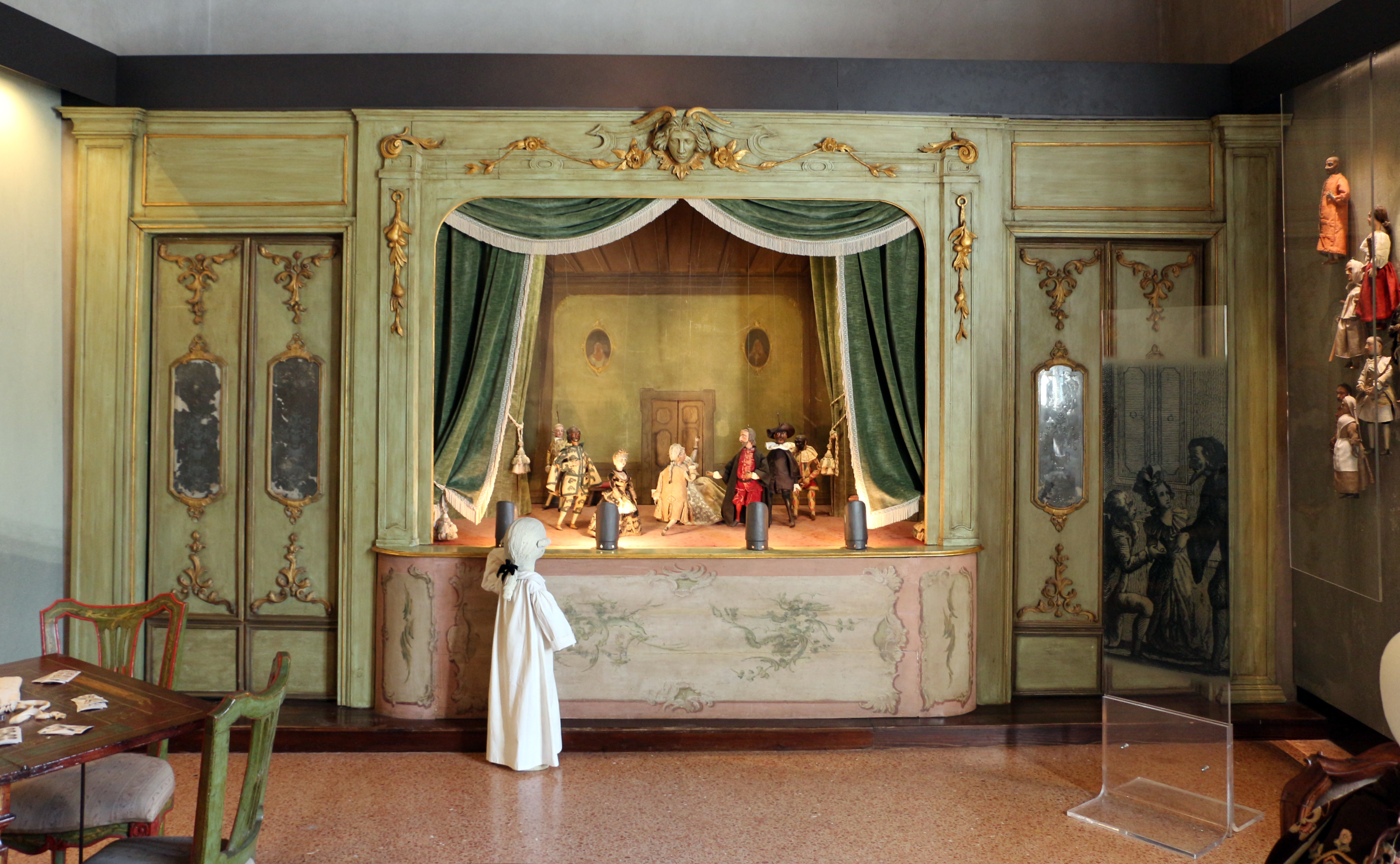
El teatro de marionetas